# Charles Francis Greville
Charles Francis Greville PC, FRS (12 de maig de 1749 – 23 d'abril de 1809), va ser un polític i antiquari britànic.
Del seu cognom deriva el gènere de plantes Grevillea.
Greville va ser amic íntim de Sir Joseph Banks i, com ell, era un membre de la Society of Dilettanti. Va acompanyar Banks en la reunió organitzadora feta el març de 1804 de la societat precursora de la Royal Horticultural Society.
En política, quan morí el seu pare l'any 1773, i el seu germà esdevingué Earl de Warwick, Greville heretà l'escó en el British House of Commons. Va mantenir aquest escó fins a 1790. Va ocupar el lloc de Lord of the Treasury des de 1780 a 1782, com Treasurer of the Household des de 1783 fins a 1784 i com Vice-Chamberlain of the Household des de 1794 fins a 1804.
Greville mai es va casar. Va tenir un gran jardí amb hiernacles a Paddington Green, on cultivava plantes tropicals i on va aconseguir que una planta de Vanilla planifolia florís per primera vegada sota vidre i a l'hivern de 1806-07.
Greville Island, al sud de Nova Zelanda, va rebre aquest nom en el seu honor el 1820.